# Wilhelm Emmanuel Freiherr von Ketteler
Wilhelm Emmanuel von Ketteler (Münster, 25. prosinca 1811. – Burghausen, 13. srpnja 1877.) bio je njemački biskup, teolog i političar. 
Bio je reformator Katoličke Crkve u Njemačkoj, delegat biskupa Wroclawa, Brandenburga i Pomeranije (1848. – 1850.)
Zaređen je za svećenika 1. srpnja 1844. godine. Godine 1848. postao je zamjenik prve Narodne skupštine. Dana 25. srpnja 1850. papa Pio IX. imenovao ga je biskupom Mainza, čime je postao najmlađi njemački biskup (39 godina). Protivio se autoritetu Pruske države nad Crkvom i kritizirao Kulturkampf, a tijekom Prvog vatikanskog koncila pokušao je spriječiti dogmu o papinskoj nezabludivosti, ali se s vremenom predao odlukama tog vijeća. 
Inzistirao je na radnom vremenu radnika i minimalnoj plaći, podupirao nastanak kršćanskih sindikata. Utjecao je na papu Lava XIII. i njegovu encikliku Rerum novarum o socijalnom nauku Crkve.